# スタッド・ポワティエFC
スタッド・ポワティエFC(スタッドポワティエエフシー)はフランスのサッカーチームである。　　　　　　　　　　　　　　　　　2024-25シーズンはフランスアマチュア選手権(4部)に所属。1995-96シーズンはリーグ・ドゥで過ごした。

## 歴史
1921年にスポルディング・クラブ・ポワティヴァンとして設立され、クラブは1970年に新しい「オープン」ディビジョン2に招待された。1974年にディビジョン3に、1988年にディビジョン4に降格した。デニス・ドゥヴォーの指揮下で、クラブは2回連続で昇格を果たし、1995-96年の1シーズンはプロのディビジョン2でプレーした。その後、降格が続き、 1999年から2003年まではフランスアマチュア選手権2でプレーした。2003-04シーズンに再び昇格したが、財政問題に苦しみ、管理上ディビジョン・ドヌールに降格した。